# Abborregöl (Vena socken, Småland)
Abborregöl är en mindre våtmark, tidigare sjö i Hultsfreds kommun i Småland och ingår i Emåns huvudavrinningsområde.